# Коханці моєї дружини
«Коханці моєї дружини» (англ. My Wife’s Lovers ) — картина австрійського художника Карла Калера (1855—1906), створена в 1891—1893 роках на замовлення американської мільйонерки Кейт Бердселл Джонсон (1833—1893). Припускають, що назву дав її чоловік, Роберт Джонсон — хоча він і помер у Парижі в 1889, ще до початку роботи над картиною.

## Опис та історія
Картина, на якій зображено 42 кішки в масштабі більше натурального, є найбільшим полотном із зображенням цих тварин — її розмір 180 × 260 сантиметрів, загальна вага — 103 кілограми. Журнал Cat Magazine назвав її «найбільшою у світі картиною із зображенням котів». У центрі композиції зображено кота Султана, купленого Джонсоном за 3 тисячі доларів під час поїздки до Парижу.
У своєму літньому маєтку «Буена-Віста» біля Сономи Джонсон тримала різних птахів, а також близько 350 котів і кішок, п'ятдесят з яких були породистими перськими та ангорськими (згідно з іншими джерелами, загальна кількість кішок не перевищувала п'ятдесяти, а на момент смерті господині становила — 32). Спеціальний штат слуг, які стежили за будинком, доглядали і тварин. Картина була закінчена у березні 1893 року, її замовниця померла від запалення легень того ж року 2 грудня. Існує легенда, що у своєму заповіті вона залишила 500 тисяч доларів своїй далекій родичці для того, щоб та доглядала за вихованцями після її смерті.
Джонсон замовила картину у 1891 році австрійському художнику Карлу Калеру. Калер, який нещодавно прибув до США, до цього протягом семи років працював в Австралії та Новій Зеландії, де, в основному, писав коней та сцени перегонів. Через те, що раніше ніколи не писав котів, він провів майже три роки в маєтку Джонсон за вивченням їх поз і звичок і малюванням ескізів. Чи мав якісь особисті стосунки з Кейт Джонсон — невідомо. Як гонорар художник отримав 5 тисяч доларів, крім великого полотна написав ще кілька робіт — зокрема, портрет кішки на прізвисько Її Величність. Після завершення роботи картина експонувалася на Всесвітній виставці у Чикаго 1893 року, де «зробила сенсацію».
Після смерті Джонсон, яка не мала дітей і ще до смерті чоловіка, втратила прийомну дочку, її майно виставили на аукціон, і картину на початку 1894 року придбав Ернест Хакетт для свого мистецького салону в Сан-Франциско. Цей Palace of Art Salon знищив землетрус 1906 року. Картина вціліла, а її автор, художник Карл Калер, загинув під час катаклізму.
Упродовж XX сторіччя полотно неодноразово змінювало власників. У 1940-х роках належало подружжю Джуліан, власникам галереї Julian Art Galleries. Вони виставляли картину по всій країні разом з переїзною виставкою кішок, у тому числі в Нью-Йорку, Медісон-сквер-гарден. Полотно було популярним: у цей період було продано близько 9 тисяч його репродукцій.
У листопаді 2015 року на аукціоні «Сотбіс» картину було продано за 827 тисяч доларів приватному покупцеві з Лос-Анджелеса, причому через велику вагу полотна довелося спорудити спеціальну стіну для його демонстрації в аукціонному залі.